# Juba africana
Juba africana är en insektsart som beskrevs av Synave 1957. Juba africana ingår i släktet Juba och familjen Flatidae. Inga underarter finns listade i Catalogue of Life.